# Mứt dừa
Mứt dừa là một loại mứt được làm từ cơm dừa (cùi dừa), bao gồm cơm dừa được cắt mỏng thành sợi và đường cát trắng, khi muốn trang trí cho đẹp người làm có thể trộn thêm màu thực phẩm vào. Mứt dừa cũng được xem là một sản phẩm từ dừa.
Mứt dừa được sản xuất nhiều ở Bến Tre vào dịp Tết Nguyên Đán. Cứ mỗi mùa mứt (từ đầu tháng 11 âm lịch đến cuối tháng 12 âm lịch hằng năm), người dân Bến Tre tổ chức sản xuất được khoảng 2.000 tấn mứt dừa để phục vụ cho người dân Việt Nam đón tết truyền thống.

## Cách làm
Thông thường người làm chọn quả dừa to để có thể cắt được sợi mứt dài và đẹp. Lấy 3 quả dừa khô, tách bỏ lớp vỏ sơ rồi đập vỡ lớp vỏ cứng (gáo dừa) để lấy phần cơm dừa (khoảng 1 kg cơm dừa). Sau đó gọt bỏ lớp da phía ngoài cơm dừa rồi bào mỏng phần cho thành sợi, bề rộng bằng với bề dày của cơm dừa sau khi bào da, bề dài tùy theo yêu cầu có thể dài vài centimet đến 1-2 mét (lưu ý là bào sợi dài rất khó), bề dày khoảng 1 milimet.
Mang phần cơm dừa đã bào rửa sạch để tách bớt độ nhờn do dầu thoát ra khi bào, sau đó đem để trên rổ hay thau khoảng 15 đến 30 phút cho ráo nước. Tiếp tục mang phần cơm dừa trên trộn với khoảng 300 gam đường cát trắng (nếu muốn cho có màu sắc có thể trộn thêm màu thực vào lúc này) chờ đến khi đường tan hết mang phần hỗn hợp này xào trên lửa nhẹ (người làm mứt còn gọi là sên) cho đến khi nước đường cô lại sền sệt thì nhắc xuống, để nguội là có thể ăn được. Trong lúc sên cần chú ý đảo đều để mứt không bị khét hoặc ngả màu không theo ý muốn.